# Estadi Diego Armando Maradona
L'Estadi Diego Armando Maradona, anteriorment anomenat Stadio del Sole (1959–1990) i Stadio San Paolo (1990–2020), és una instal·lació esportiva de la ciutat de Nàpols (Itàlia).
Fou inaugurat el 1959. Té una capacitat per a 76.824 espectadors i el camp de joc mesura 110x68 metres. Fou seu del campionat del món de 1990. L'estadi acull l'equip local de futbol, el SSC Napoli. Abans conegut com a Estadi San Paolo, des del 25 de novembre de 2020 porta el nom del jugador Diego Armando Maradona que va morir aquell dia.
Fou seu dels Jocs del Mediterrani 1963. Fou remodelat per la Universiada de 2019 on va allotjar les proves d'atletisme.